# Grynocharis oblonga
Grynocharis oblonga е вид бръмбар от семейство Trogossitidae. Видът не е застрашен от изчезване.

## Разпространение и местообитание
Разпространен е в Австрия, Беларус, Босна и Херцеговина, България, Германия, Гърция, Естония, Испания, Италия, Латвия, Литва, Полша, Румъния, Русия (Европейска част на Русия и Калининград), Словакия, Украйна, Унгария, Финландия, Франция (Корсика), Хърватия, Чехия, Швейцария и Швеция.
Обитава гористи местности, планини, възвишения и хълмове.

## Описание
Популацията на вида е намаляваща.